# Орелець (Ліський повіт)
Орелець (пол. Orelec) — село на перетині етнічних українських територій Лемківщини і Бойківщини. Зараз знаходиться в Польщі, у гміні Вільшаниця Ліського повіту Підкарпатського воєводства.
Населення — 412 осіб (2011).

## Назва
У 1977-1981 рр. в ході кампанії ліквідації українських назв село називалося Орлє (пол. Orle).

## Історія
Ймовірно, люди жили на теренах села ще з часів Київської Держави. Після загарбання земель русичів польською короною, з XV ст. польські королі починають «дарувати» землі простих людей своїм підданим. Вільні русичі потрапляють в залежність до васалів короля.
З II-ї пол. XVIII ст. до 1918 року — в складі Австрії і Австро-Угорщини. З 1919 року — в складі Польщі.
У 1975-1998 роках село належало до Кросненського воєводства.

## Демографія
Демографічна структура станом на 31 березня 2011 року:
|          | Загалом | Допрацездатний вік | Працездатний вік | Постпрацездатний вік |
| -------- | ------- | ------------------ | ---------------- | -------------------- |
| Чоловіки | 209     | 44                 | 140              | 25                   |
| Жінки    | 203     | 44                 | 118              | 41                   |
| Разом    | 412     | 88                 | 258              | 66                   |

## Церква Різдва Св. Анни
Дерев'яна, збудована і освячена в 1759 році. Будівля цієї святині служила, як костел в с. Угерцях з XVI ст. Згодом у вказаному селі був збудований новий мурований костел, а старий був розібраний і перенесений в с. Орелець. Філіальна, парафії с. Угерці Ліського деканату. Будівля оновлена в 1933 році. Після 1947 року не діяла. В 1963 році в церкві ще знаходились: іконостас, вівтар головний і два вівтаря бокових. З 1967 року використовується, як костел. Ґрунтовний ремонт зроблено в 1969 році. В музеї-замку в м. Ланьцуті зберігаються декілька скульптурних фігур з цієї церкви. Дерев'яна дзвіниця на плані квадрату, побудована на осі церкви, на захід від неї.
Все українське населення Яблінок було насильно переселене з своїх прадавніх земель в 1946 році в СРСР. Молодих чоловіків ще 1944-45 рр. було вислано на північ СРСР в сталінські конц.табори на примусові роботи, в основному, на лісоповал. Решту незначну кількість мешканців, яким вдалось уникнути переселення в 1946, також насильно переселено 1947 року під час «Операції Вісла» на територію північної Польщі.